# Курячий ботанічний заказник
Курячий — один з об'єктів природно-заповідного фонду Луганської області, ботанічний заказник місцевого значення.

## Розташування
Ботанічний заказник розташований за 5 км від села Куряче, на території Свердловського лісництва Державного підприємства «Свердловське лісомисливське господарство» в Довжанському районі Луганської області. Координати: 48° 09' 51" північної широти, 39° 39' 11" східної довготи .

## Історія
Ботанічний заказник місцевого значення «Курячий» оголошений рішенням виконкому Ворошиловградської обласної ради народних депутатів № 370 від 13 вересня 1977 року (в. ч.), № 247 від 28 червня 1984 року.

## Загальна характеристика
Ботанічний заказник «Курячий» загальною площею 137,0 га являє собою штучні насадження дуба звичайного і шипшини з домішками ясена високого і акації білої, створені на сланцевих породах північного крила Донецького кряжу. Місцевість порізана ярами і балками, місцями оголюються щільні пісковики і кам'янисті розсипи.

## Рослинний світ
Шипшина зростає в нижньому ярусі деревних культур, а також утворює окремі суцільні зарості на площі 17,0 га. Серед насаджень дуба зустрічаються рідкісні в Луганській області північні лісові рослини: медунка темна і копитняк європейський, чина весняна і ясенець голостовпчиковий. На території заказника також зростають хвилівник звичайний, чистотіл великий, кропива дводомна, зірочник лісовий, рожа зморшкувата, гравілат міський, парило звичайне, груша звичайна, ожина сиза, суниці, в'язель різнобарвний, бруслина європейська, підмаренник руський, пахучка звичайна, дзвоники кропиволисті і ріпчасті, череда трироздільна, солончакова айстра звичайна, купина пахуча, тонконоги дібровний і
стиснутий, грястиця звичайна, просянка розлога та інші.
На відкритих місцях та кам'янистих розсипах зростають лікарські рослини: цмин піщаний, звіробій звичайний, материнка пухнаста, різні види чебрецю.